# Макаров, Николай Егорович
Никола́й Его́рович Мака́ров (род. 7 октября 1949, Глебово-Городище, Рязанская область) — советский и российский военачальник. Начальник Генерального штаба Вооружённых сил Российской Федерации — первый заместитель Министра обороны Российской Федерации (2008—2012). Герой Российской Федерации (2012). Генерал армии (2005).

## Биография

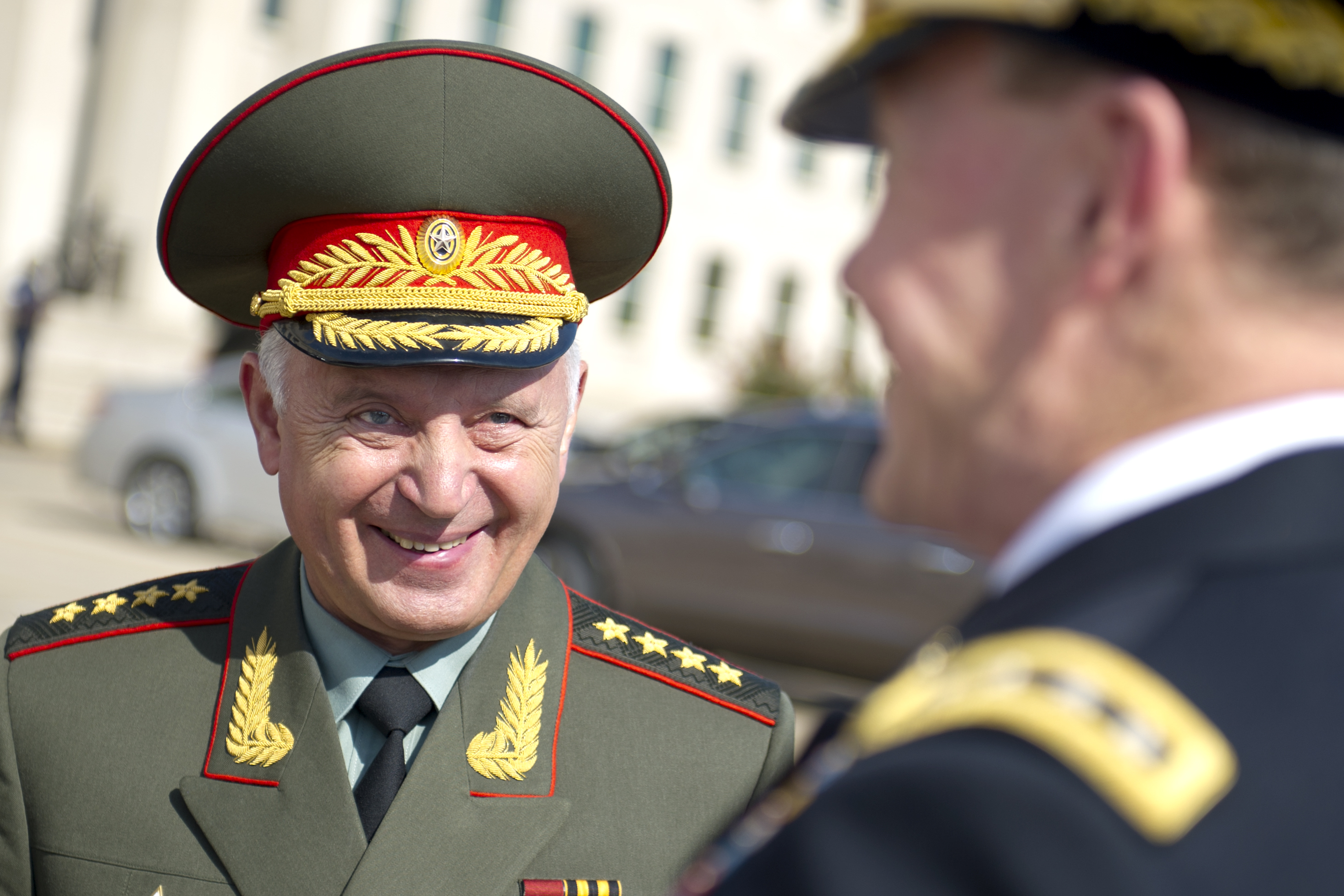
Генерал армии Николай Макаров, 12 июля 2012 года

Родился 7 октября 1949 года в селе Глебово Рыбновского района Рязанской области. Из семьи служащих. С 1950 года семья жила в Москве. В 1967 году окончил среднюю школу № 571 Москвы.
В Вооружённых Силах СССР с августа 1967 года.
В 1967—1971 годах — курсант Московского высшего общевойскового командного училища имени Верховного Совета РСФСР. Окончил с золотой медалью.
В 1971—1974 годах — командир мотострелкового взвода 68-го гвардейского мотострелкового полка 27-й гвардейской мотострелковой дивизии 1-й гвардейской танковой армии, командир мотострелкового взвода 202-го гвардейского мотострелкового полка 6-й гвардейской танковой дивизии в Группе советских войск в Германии, с мая 1974 года — командир мотострелковой роты, с сентября 1975 года — командир мотострелкового батальона там же.
В 1976—1979 годах — слушатель Военной академии имени М. В. Фрунзе. Окончил с золотой медалью.
В 1979 году начальник штаба — заместитель командира гвардейского мотострелкового полка, с ноября 1980 года — командир этого полка в 36-й общевойсковой армии Забайкальского военного округа, с декабря 1981 года начальник штаба — заместитель командира гвардейской мотострелковой дивизии, затем командир 52-й мотострелковой дивизии и 198-й мотострелковой дивизии в том же округе. Генерал-майор (06.05.1989).
В 1991—1993 годах слушатель Военной академии Генерального штаба Вооруженных Сил Российской Федерации. Окончил с золотой медалью.
С августа 1993 года — начальник штаба Коллективных Миротворческих Сил в Таджикистане и Объединённой группировки российских войск в Республике Таджикистан; участвовал в локализации гражданской войны в Таджикистане. С декабря 1993 года начальник штаба — первый заместитель командующего 11-й гвардейской армией (общевойсковой) (Калининград).
С марта 1996 года — командующий 2-й гвардейской танковой армией Приволжского военного округа (Самара).
С января 1998 года по сентябрь 1999 года командующий сухопутными и береговыми войсками — заместитель командующего Балтийским флотом по сухопутным и береговым войскам (Калининград).
С сентября 1999 года по декабрь 2002 года начальник штаба — первый заместитель командующего войсками Московского военного округа. 9 мая 2001 года командовал военным парадом в честь Дня Победы на Красной площади в Москве.
В апреле — июле 2001 года исполнял обязанности командующего войсками Московского военного округа.
С декабря 2002 года по апрель 2007 года — командующий войсками Сибирского военного округа.
С апреля 2007 года по июнь 2008 года начальник вооружения Вооружённых Сил Российской Федерации — заместитель министра обороны Российской Федерации.
С 3 июня 2008 года начальник Генерального штаба Вооружённых сил Российской Федерации — первый заместитель министра обороны Российской Федерации. Участвовал в руководстве с российской стороны боевыми действиями в войне в Грузии (август 2008 года).
С 26 июня 2008 года — член Совета Безопасности Российской Федерации.
С мая 2009 года до ликвидации Комиссии в феврале 2012 года член Комиссии по противодействию попыткам фальсификации истории в ущерб интересам России.
В октябре 2009 года Верховный Главнокомандующий Вооружёнными Силами Российской Федерации продлил срок военной службы Макарову до 65 лет. Официальный представитель Министерства обороны полковник Алексей Кузнецов уточнил, что срок службы начальнику Генштаба продлен до 2012 года.
С деятельностью Макарова на должности Начальника Генерального штаба связаны крупнейшие мероприятия по реформированию Вооружённых Сил. В частности была реорганизована система управления войсками и система тылового и материально-технического обеспечения войск; создан новый род войск (ВКО); сокращена численность личного состава ВС и сокращён срок службы по призыву; значительно выросло денежное довольствие военнослужащих.
Весной 2012 года указом Президента РФ присвоено звание Героя Российской Федерации с вручением Золотой Звезды за успешное руководство войсками во время войны в Грузии в августе 2008 года.
После отставки с поста министра Анатолия Сердюкова и назначения министром обороны Сергея Шойгу, 9 ноября 2012 Президент России своим указом освободил Макарова от должности начальника Генерального штаба Вооруженных Сил Российской Федерации (первого заместителя министра обороны) и уволил его с военной службы. 13 ноября 2012 Указом Президента РФ № 1528 Макаров был исключён из состава Совета Безопасности РФ.
С февраля 2013 года — в Управлении генеральных инспекторов Минобороны.
Председатель премии «Героев МВОКУ» Межрегиональной общественной организации выпускников Московского высшего военного командного училища им. Верховного Совета РСФСР «Кремль».

## Личность

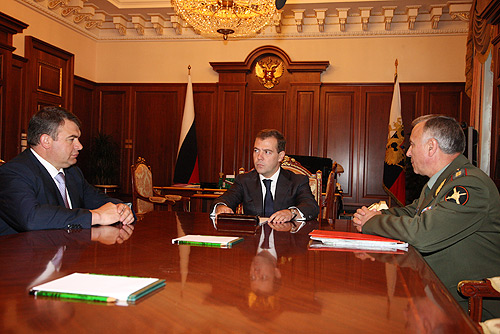
Николай Макаров (справа)

Трижды досрочно получал воинские звания — майора, подполковника и полковника.
Летом 1999 года во время учений «Запад» присутствовавший на маневрах министр обороны Российской Федерации Маршал Российской Федерации Игорь Сергеев сказал о Макарове: «У этого генерала большое будущее».
В одной из характеристик на Макарова, подписанной генералом армии Г. Салмановым, говорится: «Обладает большой работоспособностью, к военной службе относится с любовью».
Пресса характеризует Макарова как «экспериментатора, стремящегося уйти от шаблонов не только в боевой подготовке, но и в укладе армейской жизни». В этой связи упоминается о том, что, будучи командующим войсками Сибирского военного округа, Макаров в числе первых создал при воинских частях 120 родительских комитетов. А во время призывных компаний в СибВО Макаров лично контролировал работу комиссариатов, а также создал в интернете специальный сайт, через который призывники и их родители могли пожаловаться на нарушения со стороны военкоматов.
Также в период нахождения на должности командующего войсками СибВО Макаров стал первым в ВС России командующим войсками округа, в режиме реального времени отвечавшим на вопросы через интернет. Его интернет-конференция была организована в декабре 2005 года объединенным пресс-центром газеты «Красная звезда» и СибВО в Новосибирске при поддержке регионального центра ИТАР-ТАСС-Сибирь и продолжалась около часа.
Кандидат политических наук (2006). Тема диссертации — «Политический экстремизм как радикальная модель политического процесса и организация государственного противодействия экстремизму».
В 1980-х годах избирался депутатом городского Совета народных депутатов города Улан-Удэ.

### Отрывки из интервью
Николай Макаров:

Раньше мы воевали многомиллионными группировками войск, основу которых составляли фронты. Опыт военных конфликтов последнего десятилетия показал, что такая война возможна, но маловероятна. В перспективе войска перейдут к активным маневренным действиям. На смену фронтальным сражениям придут действия межвидовых группировок на всю глубину построения противника. Стороны будут стремиться к поражению критически важных объектов, а также к ведению бесконтактных боевых действий.

## Награды

### СССР и Россия
- Герой Российской Федерации (23 марта 2012 года)[15][16]
- Орден Святого Георгия II степени № 004 (18 августа 2008 года)[17].
- Орден «За заслуги перед Отечеством» IV степени (2010 год)
- Орден «За военные заслуги» (1996 год)
- Орден «За службу Родине в Вооружённых Силах СССР» III степени (1988 год)
- Медали
- Почётная грамота Совета коллективной безопасности Организации Договора о коллективной безопасности (20 декабря 2011 года) — за активную и плодотворную работу по развитию и углублению военно-политического сотрудничества в рамках Организации Договора о коллективной безопасности[18].

### Иностранные награды
- Орден Полярной звезды (Монголия, февраль 2010 года)[19]
- Орден Дружбы народов (Белоруссия, 31 марта 2010 года) — за значительный личный вклад в укрепление мира, дружественных отношений и сотрудничества между Республикой Беларусь и Российской Федерацией[20][21]

## Семья, хобби
Женат. Сын — полковник полиции, сотрудник ГУ МВД России по Свердловской области.
В свободное время Николай Макаров, по его собственному признанию, старается посещать музеи, премьеры спектаклей, выставки, концерты, много читает — «больше по специальной военной тематике», любит историческую художественную литературу.